# 오바스테산
오바스테산(일본어: 姨捨山 오바스테야마[*]) 또는 우바스테산(일본어: 姨捨山 우바스테야마[*])은 일본 나가노현 지쿠마시와 히가시치쿠마군 지쿠호쿠촌에 걸쳐 있는 산이다. 정식 명칭은 가무리키산(일본어: 冠着山 가무리키야마[*])이다. 높이는 표고 약 1,252m로, 나가노 분지 남서단에 있다. 과거에는 오바쓰세산(일본어: 小長谷山)이라 불렸다.
민속학자인 야나기다 구니오(柳田國男)의 기록에 따르면, 한자가 "노인을 버린다"는 뜻으로 바뀐 것은 《야마토모노가타리》 등에 등장하는 일본 곳곳의 기로(棄老) 설화 중, 지쿠마 지역의 젊은이들이 가난을 견디다 못해 나이들고 병든 부모를 오바스테 산에 버렸다가 크게 후회를 느끼고 다음날 부모를 다시 모시러 온다는 설화에서 기인한 것이다.
동일본 여객철도(JR 동일본) 시노노이 선의 오바스테역과 가무리키역은 이 산의 이름들에서 따 온 것이다.

## 같이 보기
- 우바스테야마